# Clearspring
Clearspring est une communauté du Canada située dans le comté de Kings sur l'Île-du-Prince-Édouard. Elle se trouve au nord-ouest de Souris.